# Tw53
Tw53 – polski parowóz tendrzak wąskotorowy, na tor o rozstawie 785 mm, produkowany w latach 1953–1954 przez Fablok. Łącznie zbudowano 20 egzemplarzy tego parowozu, z czego 10 na potrzeby Górnośląskich Kolei Wąskotorowych oraz 10 na potrzeby górnośląskich zakładów przemysłowych do obsługi ich własnych kolei przemysłowych oraz bocznic.
Jeden parowóz został przebudowany na tor szerokości 1000 mm. Dwa spośród parowozów zostały przystosowane do współpracy z tendrem i oznaczone jako seria Pw53.

## Charakterystyka ogólna
Tw53 to pięcioosiowy wąskotorowy tendrzak o mocy 400 koni mechanicznych (294 kW) napędzany dwucylindrowym bliźniaczym silnikiem parowym na parę przegrzaną. Masa parowozu w stanie służbowym wynosi 41,45 tony, długość ze zderzakami 9200 mm, szerokość 2800 mm, a wysokość 3050 mm. Parowóz na torze poziomym może pociągnąć z prędkością 15 km/h pociąg o masie 1210 ton, a na torze o pochyleniu 30 promili pociąg o masie 137 ton. Prędkość maksymalna lokomotywy wynosi 30 km/h.

## Konstrukcja
Konstrukcja parowozu Tw53 jest kontynuacją rozwiązań technicznych stosowanych we wcześniej eksploatowanych na Górnośląskich Kolejach Wąskotorowych parowozach serii T40, Tw29 i, poza zastosowaniem spawania zamiast nitowania, nie różni się istotnie od dostarczonych w latach 1948 i 1949 parowozów serii Tw47.
Parowóz posiada kocioł płomienicowo - płomieniówkowy z przegrzewaczem pary Schmidta oraz stalową skrzynią ogniową. Dane techniczne zastosowanego kotła przedstawiają się następująco:
- liczba płominic: 24 sztuki o średnicy wewnętrznej 100,5 mm i zewnętrznej 108 mm
- liczba płomieniówek: 65 sztuk o średnicy wewnętrznej 39,5 mm i zewnętrznej 44,5 mm
- średnica walczaka kotła: wewnętrzna 1170 mm, zewnętrzna 1200 mm
- odległość między ścianami sitowymi: 3150 mm
- objętość skrzyni ogniowej: 1,58 m³
- rozrząd pary typu Walschaerta - Heusingera[3]
- osprzęt kotła: wodowskaz rurkowy, trzy krany probiercze, odbiornica pary typu Ferrum oraz zawory bezpieczeństwa typu Pop-Coale.
- zbieralnik pary z przepustnicą zaworową Cara o napędzie wewnętrznym
- zasilanie kotła w wodę: dwa inżektory ssąco-tłoczące Friedmana typu ABY nr 7 o wydajności 125 l/min.

Parowóz posiada ostoję belkową o grubości belek od 70 do 110 mm z czterema punktami podparcia.
Lokomotywa posiada 5 osi wiązanych i nie posiada osi tocznych. Napęd z silników parowych jest przenoszony za pomocą korbowodów na trzecią oś (oś silnikową), napęd na pozostałe osie przenoszony jest z osi silnikowej za pomocą wiązarów.
W celu ułatwienia przechodzenia parowozu przez ostre łuki (o minimalnym promieniu 35 metrów) zastosowano zestawy kołowe przesuwne oraz zestaw kołowy bez obrzeży. Drugi zestaw kołowy posiada możliwość przesuwu o 15 mm, czwarty o 26 mm, a trzeci zestaw kołowy (silnikowy) pozbawiony jest obrzeży.
Maksymalny nacisk osi parowozu w stanie służbowym na szynę wynosi 8,65 tony.
Maszynę wyposażono w dwa hamulce - parowy (o dwóch cylindrach) oraz ręczny (rzutowy). Oba hamulce działają, za pośrednictwem wspólnego wału hamulcowego), na klocki hamulcowe na wszystkich osiach.
Lokomotywa ponadto zaopatrzona jest w uruchamianą ręcznie piasecznicę podającą piasek pod drugą i czwartą oś.
Zapas węgla wynoszący 1,6 tony przewożony jest w skrzyni węglowej znajdującej się na tylnej ścianie budki maszynisty. Zapas wody (4 m³ przewożony jest w dwóch połączonych skrzyniach wodnych umieszczonych po bokach walczaka kotła.
Pierwotnie parowóz posiadał oświetlenie naftowe oraz parowy dzwon sygnalizacyjny. Podczas kolejnych napraw i modernizacji dzwon usunięto, zamontowano turbogenerator o napięciu 24V wraz z instalacją elektryczną oraz reflektorami lustrzanymi.

## Zachowane egzemplarze
Do dziś zachowało się sześć egzemplarzy tego typu parowozu, z czego cztery w postaci oryginalnej oraz dwa przebudowane

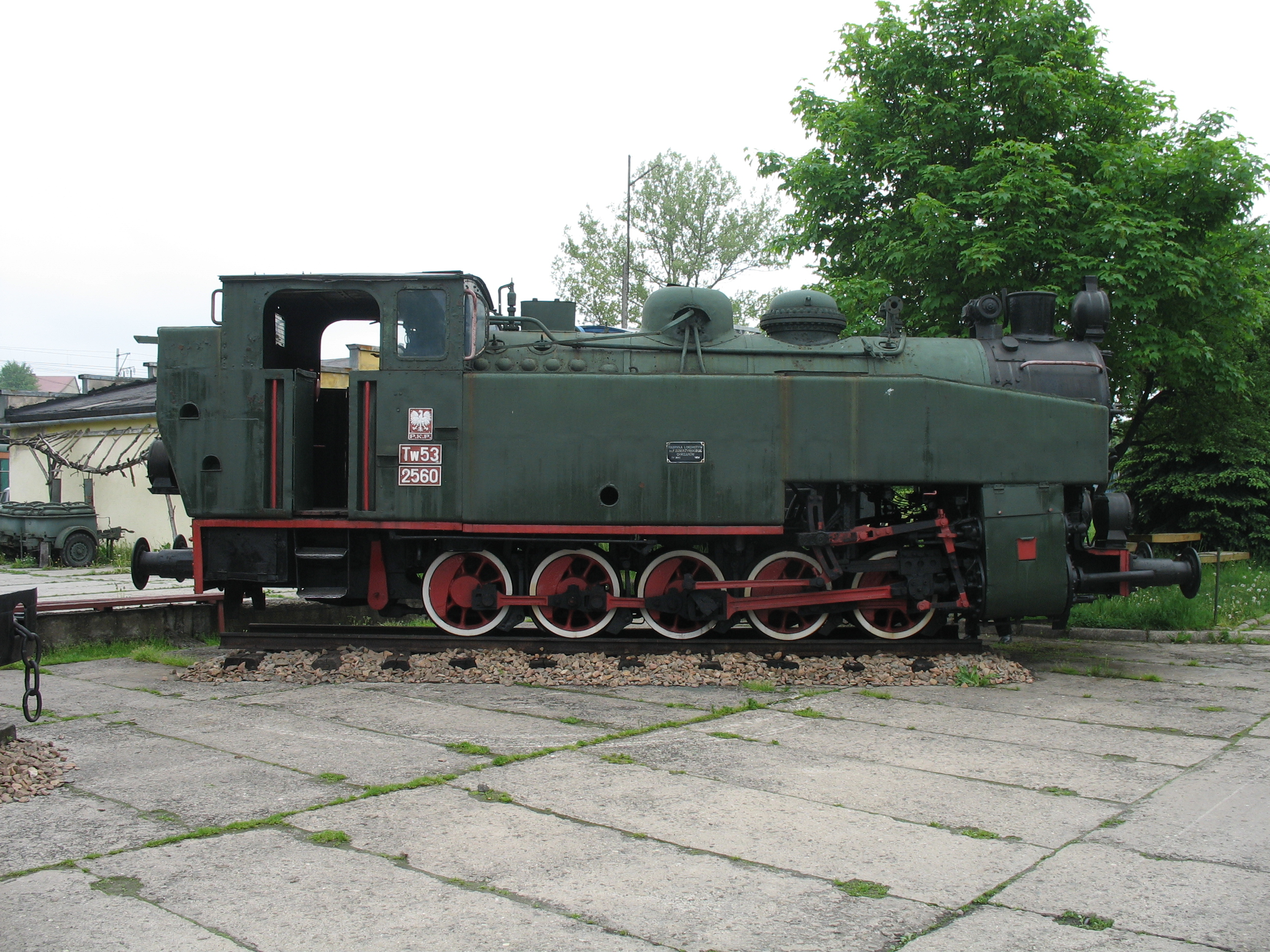
Tw53-2561 na ekspozycji w Skansenie Kolejowym w Chabówce

### Tw53-2561

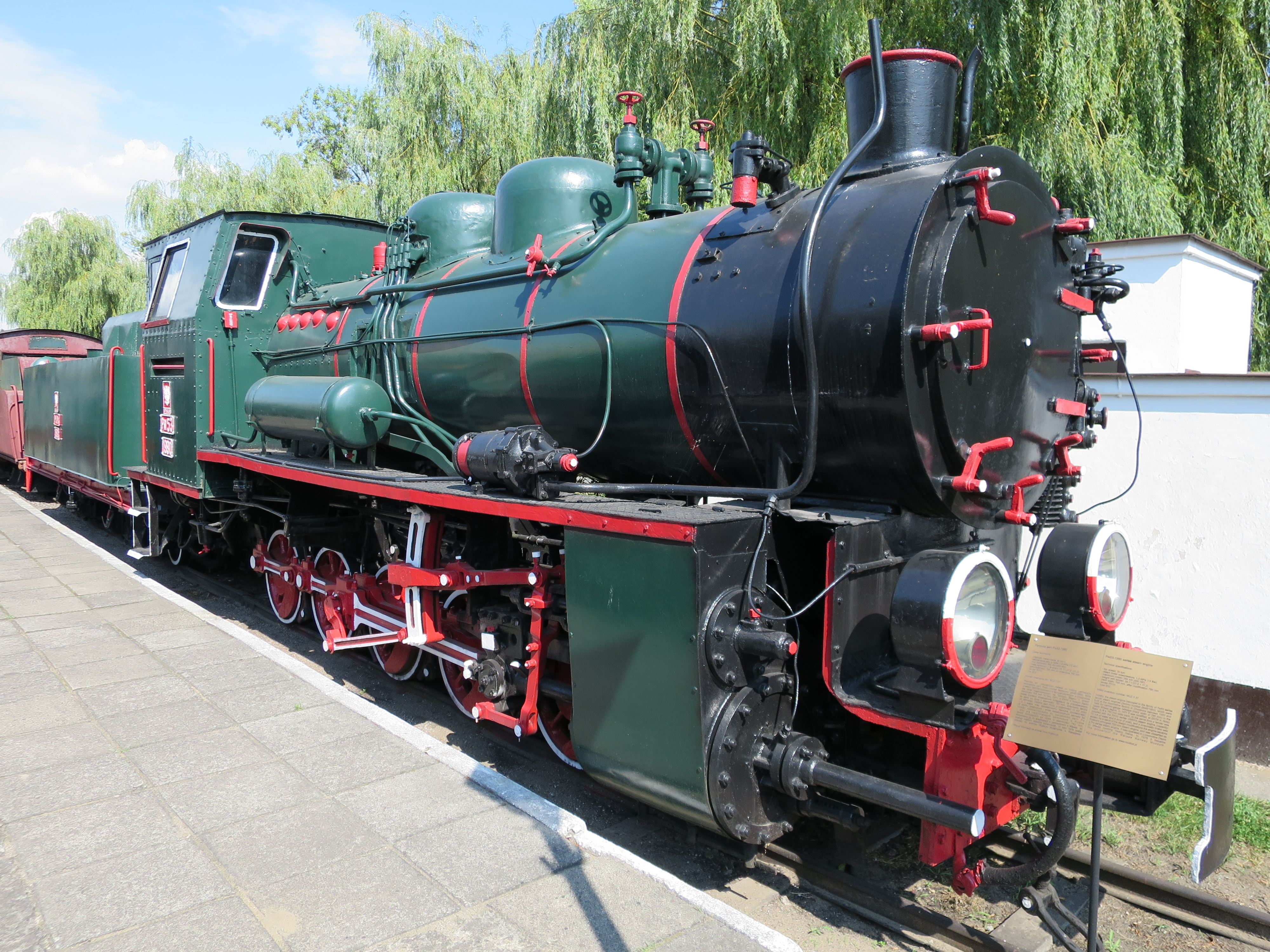
Pw53-1980 w Sochaczewie

- Numer fabryczny: 3990
- Rok budowy: 1954
- Historia: w latach 1954 - 1988 służył na Górnośląskich Kolejach Wąskotorowych. Po wycofaniu ze służby i skreśleniu z ewidencji dnia 28.04.1988 służył na terenie Lokomotywowni Bytom - Karb jako kocioł ogrzewczy, a następnie został ustawiony na ekspozycji na terenie dworca kolejowego w Bielsku - Białej. W roku 2001 został przeniesiony do Skansenu Kolejowego w Chabówce, gdzie znajduje się do dziś[1][4].

Parowóz jest obecnie oznaczony błędnym numerem 2560, którym w rzeczywistości oznaczony był parowóz Tw47-2560 zbudowany w Fabloku w roku 1948 (nr fabryczny 1680).

### Tw53-2564 (przebudowany na Pw53-1980)
- Numer fabryczny: 2646
- Rok budowy: 1953[5][a]
- Historia: W latach 1955–1971 służył na Górnośląskich Kolejach Wąskotorowych. W roku 1971 został przebudowany w ZNTK Nowy Sącz na tor o szerokości 750 mm oraz przystosowany do współpracy z tendrem z kasowanego amerykańskiego parowozu serii Pxu. Ponadto przebudowano budkę maszynisty, zlikwidowano tylną skrzynię węglową oraz zdemontowano boczne skrzynie wodne. Po przebudowie otrzymał oznaczenie Pw53-1980. Powodem przebudowy był wzrost masy pociągów uruchamianych na kolejach wąskotorowych spowodowany wprowadzeniem do eksploatacji cięższych, czteroosiowych, wagonów towarowych oraz potrzeba racjonalizacji pracy kolei poprzez zapewnienie możliwości przewozu tej samej masy towarowej z użyciem mniejszej ilości pociągów (tzn. uruchamianie mniejszej ilości pociągów o większej masie brutto zamiast większej ilości pociągów o masie mniejszej). Ze względu na wprowadzenie do eksploatacji ciężkich lokomotyw spalinowych serii Lxd2 oraz niespełnieniem pokładanych w niej oczekiwań (niewystarczająca zdolność trakcyjna spowodowana zmniejszeniem masy przyczepnej wynikającym z usunięcia bocznych skrzyń wodnych oraz tylnej skrzyni węglowej) spowodowały, że maszyna została wycofana z eksploatacji już po pięciu latach od przebudowy (rok 1977). W okresie między przebudową a wycofaniem z eksploatacji lokomotywa stacjonowała kolejno na Mławskiej Kolei Dojazdowej w Mławie (lata 1971 - 1972), na Kujawskich Kolejach Dojazdowych w Sompolnie (lata 1972 - 1975) oraz ponownie w Mławie (lata 1975 - 1978). W roku 1978 maszynę przekazano do Muzeum Kolejnictwa w Warszawie, a w roku 1984 do Muzeum Kolei Wąskotorowej w Sochaczewie, gdzie znajduje się do dziś jako nieczynny eksponat[6][3].

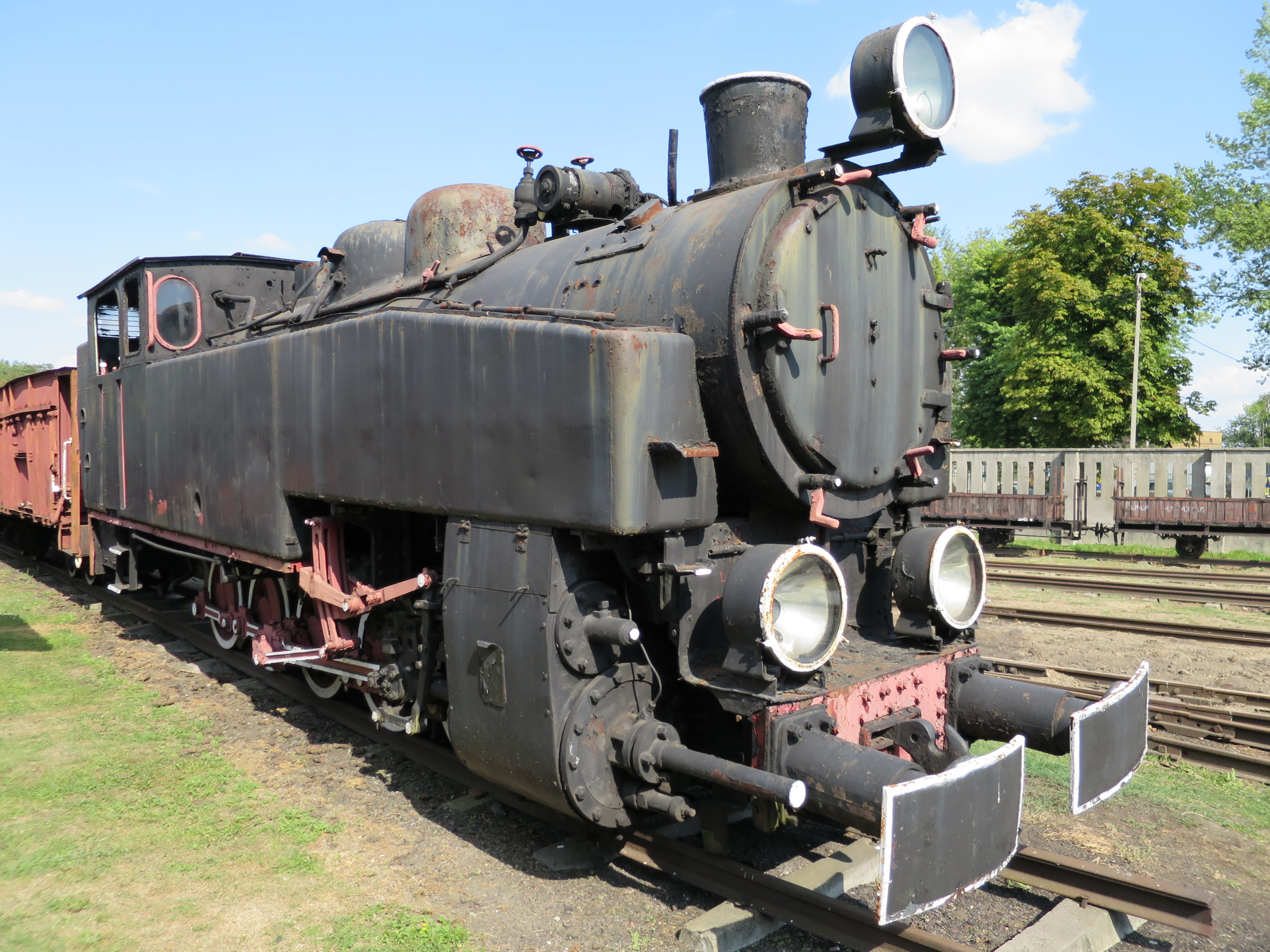
Tw53-2565 w Sochaczewie

### Tw53-2565
- Numer fabryczny: 2648
- Rok budowy: 1953[a]
- Historia: w latach 1955 - 1987 parowóz służył na Górnośląskich Kolejach Wąskotorowych. Po wycofaniu ze służby i skreśleniu z inwentarza w dniu 10.09.1987[7] został przekazany do Muzeum Kolei Wąskotorowej w Sochaczewie.

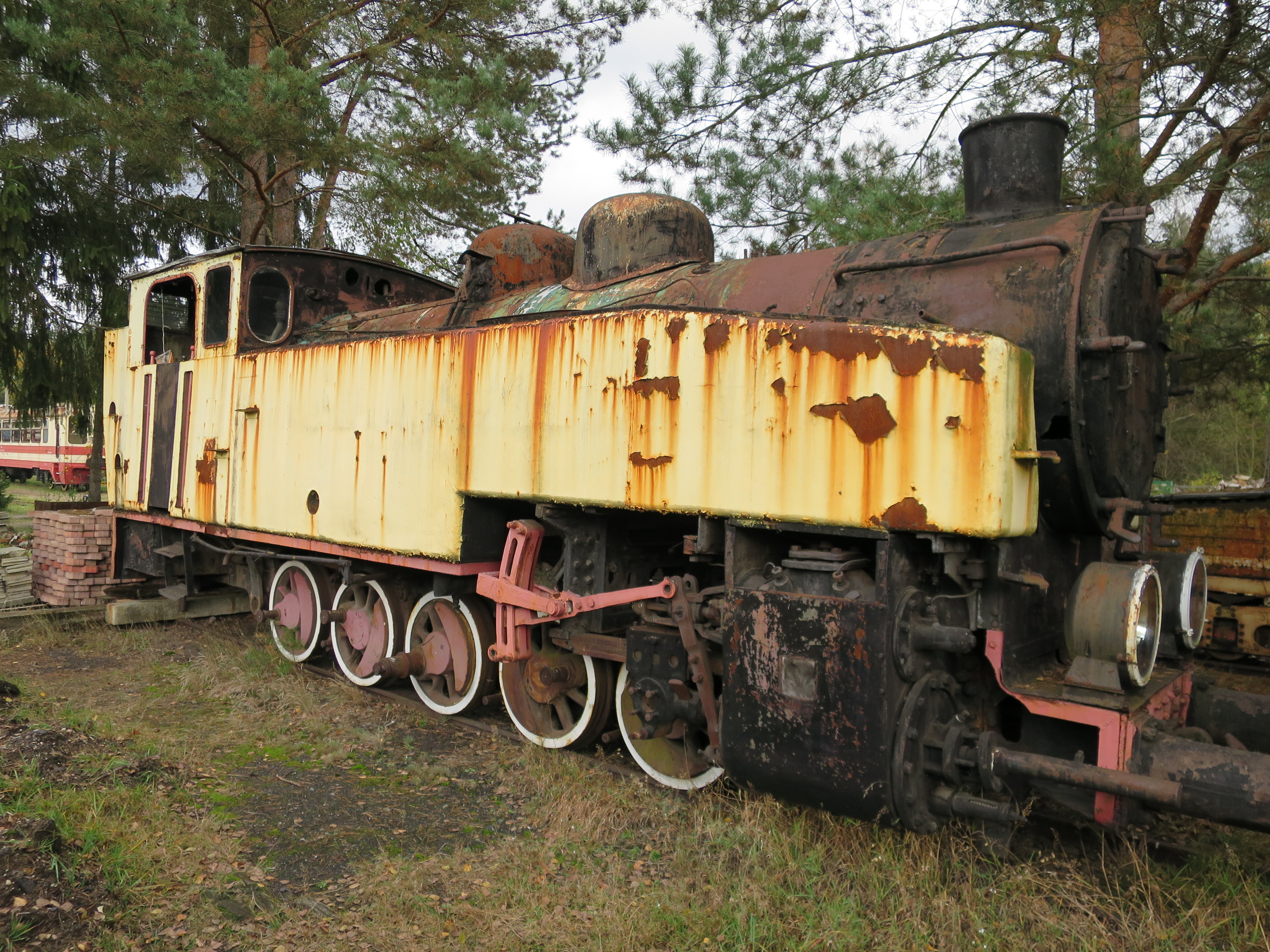
Tw53-2566 w skansenie w Rudach

### Tw53-2566
- Numer fabryczny: 2647
- Rok budowy: 1953[a]
- Historia: w latach 1955 - 1987 parowóz służył na Górnośląskich Kolejach Wąskotorowych. Po wycofaniu ze służby i skreśleniu z ewidencji w dniu 28.04.1988 pozostał na terenie Lokomotywowni Bytom - Karb i służył jako kocioł ogrzewczy do roku 1991, kiedy to został przetransportowany na stację kolei wąskotorowej w Rudach Raciborskich. Znajdował się tam do roku 2005. W roku 2001 Polskie Koleje Państwowe (Dyrekcja Kolei Dojazdowych w Likwidacji) przekazały go na własność miasta Racibórz. W latach 2005–2008 stacjonował na stacji Stanica (około 4 km od Rud Raciborskich). W roku 2008 został przewieziony do firmy Olpas Moravia s.r.o. w Karniowie (Czechy). W latach 2009–2020 lokomotywa stacjonowała w Rudach, a od 5 marca 2020 na stacji Bytom Karb Wąskotorowy[8].

### Tw53-2570
- Numer fabryczny: 2652
- Rok budowy: 1953[a]

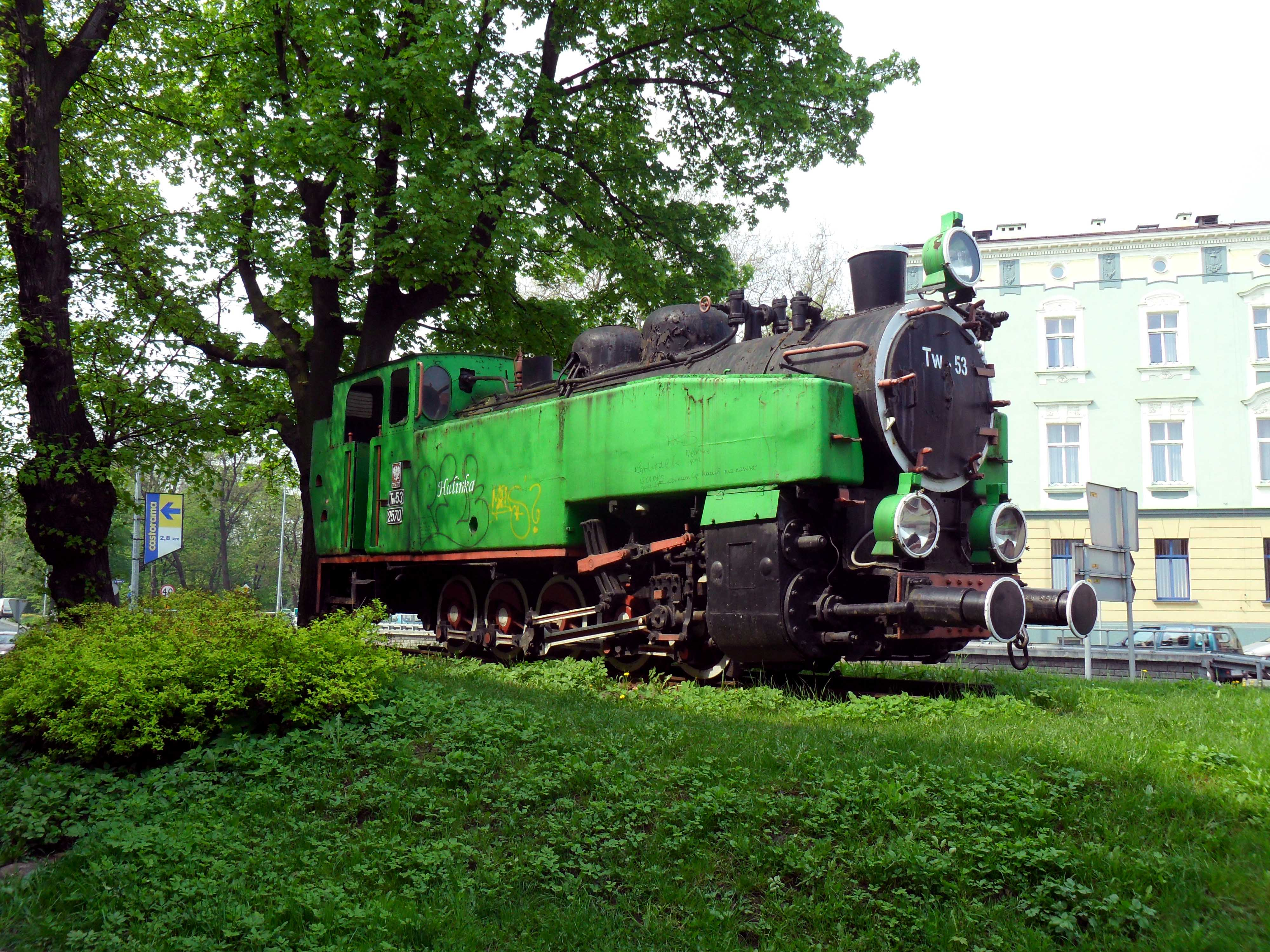
Tw53-2570 ustawiony jako pomnik przed dworcem w Raciborzu

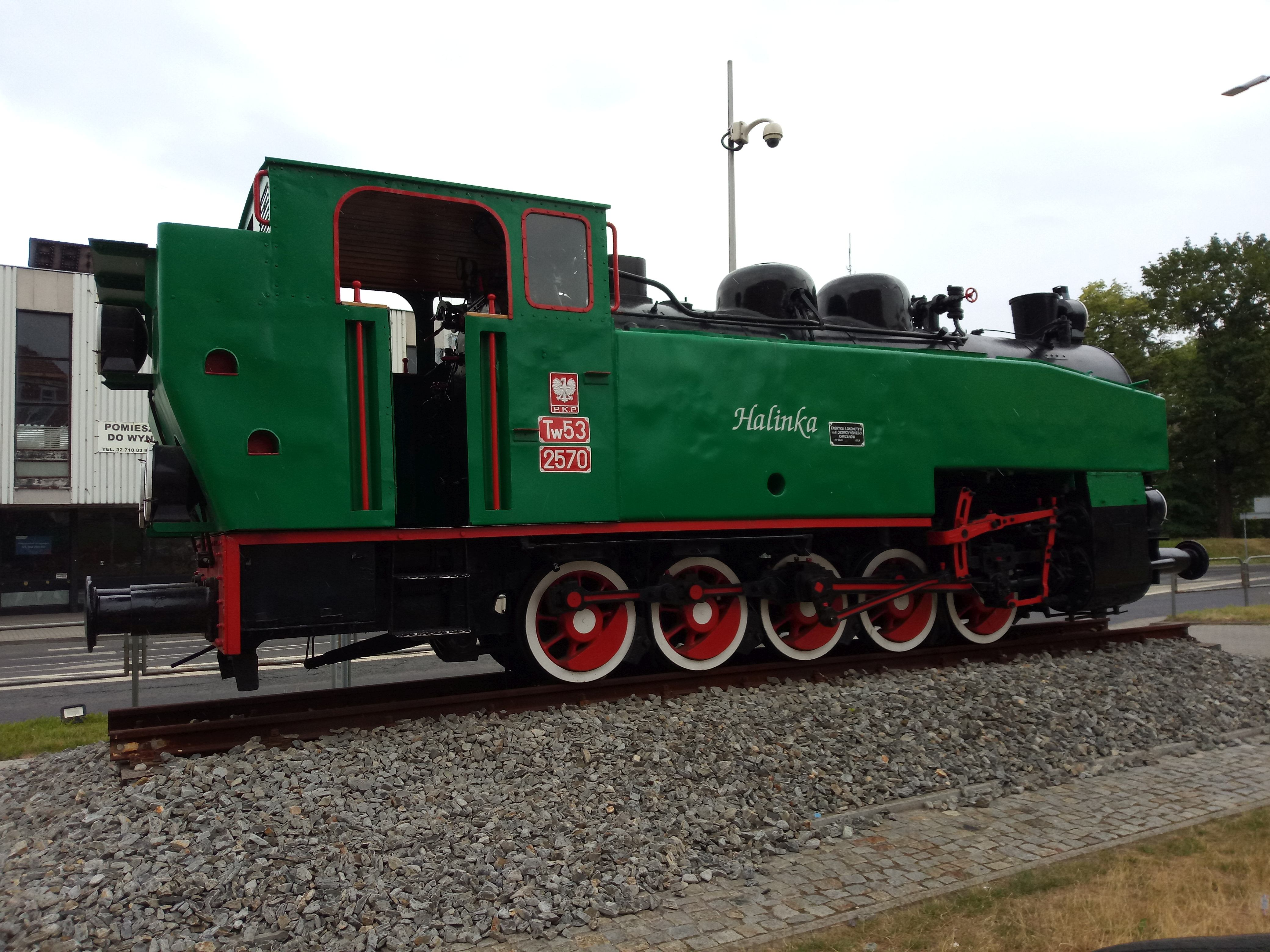
Tw53-2570 ("Halinka") po remoncie, ustawiony przed dworcem PKP w Raciborzu

- Historia: w latach 1955 - 1985 służył na Górnośląskich Kolejach Wąskotorowych. Po wycofaniu ze służby i skreśleniu z ewidencji w dniu 18.04.1985 został ustawiony jako pomnik na placu przed budynkiem dworcowym w Raciborzu. Przez tamtejszych kolejarzy ochrzczony imieniem "Halinka"[1].

Na przełomie 2003 i 2004 r. stała się przedmiotem sporu pomiędzy radnymi i kolejarzami z Raciborza a Towarzystwem Miłośników Kolei Wąskotorowej Rud Wielkich, kiedy to „Halinka” została przekazana towarzystwu do przechowania i konserwacji na czas remontu placu Dworcowego oraz ulic w jego obrębie. Towarzystwo odmówiło zwrotu parowozu, tłumacząc, iż nie stanowi on majątku miasta i kolejarzy, a także wskazując na jego postępującą dewastację. Ostatecznie parowóz powrócił do Raciborza we wrześniu 2004 r. We wrześniu 2014 pojawiły się plany wyremontowania parowozu jako czynnego eksponatu w Rudach wskazując na jego postępującą dewastację.

### Tw53-13956 (obecne oznaczenie: Pw53-02)
- Nr fabryczny: 3996
- Rok budowy: 1954

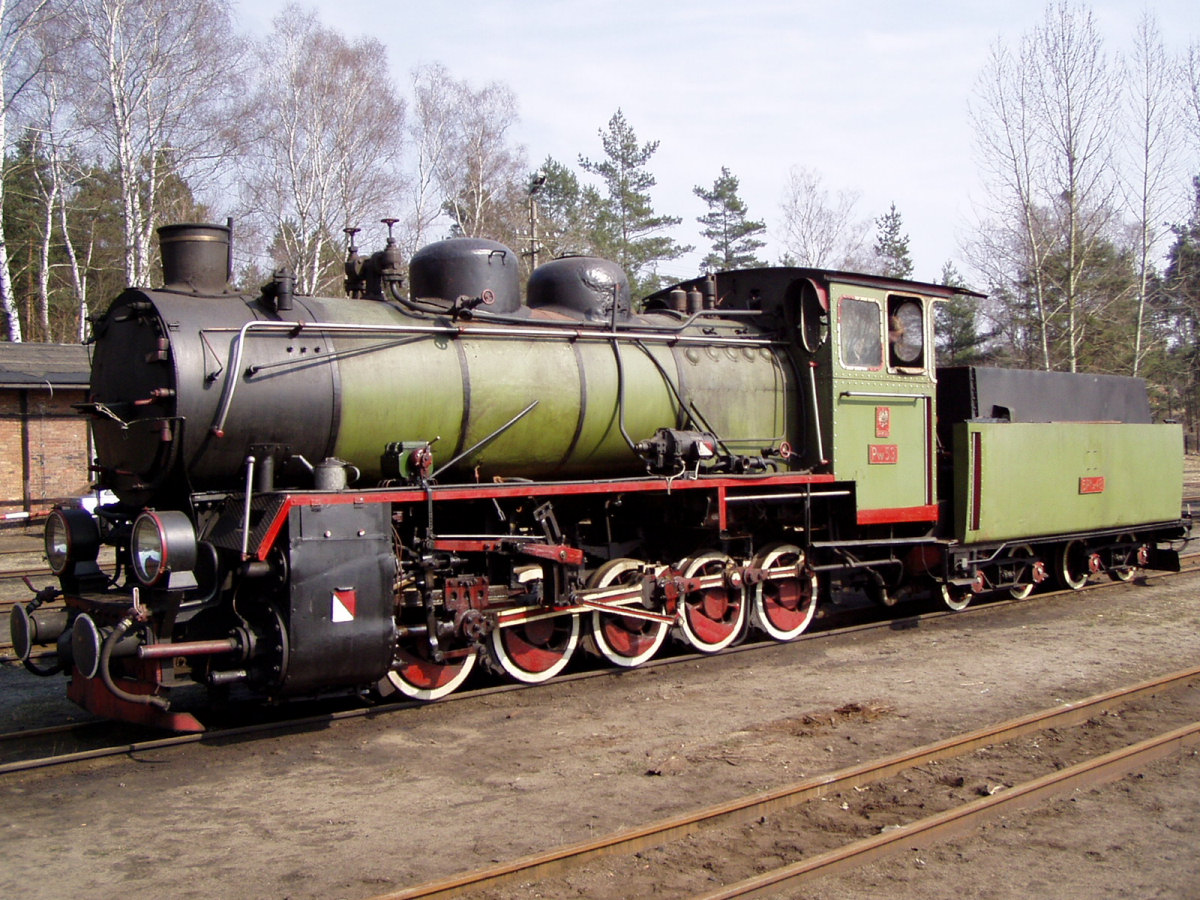
Tw53-13956 po przebudowie na Pw53-02

- Historia: w latach 1954 - 1991 lokomotywa służyła na terenie Huty Kościuszko w Chorzowie do obsługi jej bocznicy. W roku 1993 parowóz został przekazany Muzeum Górnictwa Węglowego w Zabrzu, gdzie stacjonował do roku 1997. W tymże roku został przetransportowany na stację w Rudach Raciborskich jako depozyt Muzeum Górnictwa Węglowego w Zabrzu, a następnie przebudowany z inicjatywy ówczesnego kustosza stacji Janusza Popiela częściowo na wzór Pw53-1980 i przemianowany na Pw53-02. Przebudowa polegała na zdemontowaniu skrzyń wodnych, budki maszynisty oraz tylnej skrzyni węglowej. Przebudowano także tylną czołownicę w ten sposób, że zamontowano skrzynię sprzęgową z parowozu Px48-1728 oraz doczepiono tender serii Pt6x48, przebudowany na tor o szerokości 785 mm i pozbawiony kontrbudki, pochodzący ze wspomnianego wyżej parowozu serii Px48. Przebudowę zakończono oraz dopuszczono parowóz do ruchu latem roku 1997[11]. Obecnie jest on nieczynnym eksponatem na stacji Rudy Raciborskie.